# Episodi di Grand Hotel - Intrighi e passioni (seconda stagione)
La seconda stagione del serial televisivo spagnolo Grand Hotel - Intrighi e passioni (Gran Hotel), composta da 8 puntate da 80 minuti ciascuna, è stata trasmessa in Spagna su Antena 3 dal 3 ottobre al 21 novembre 2012.
In Italia la stagione è andata in onda su Canale 5 dal 7 luglio all'8 agosto 2021 con due puntate a settimana.
| N° | Titolo originale      | Prima TV Spagna  | Titolo italiano       | Prima TV Italia |
| -- | --------------------- | ---------------- | --------------------- | --------------- |
| 1  | Luces y sombras       | 3 ottobre 2012   | Luci e ombre          | 7 luglio 2021   |
| 2  | Un llanto en la noche | 10 ottobre 2012  | Un pianto nella notte | 18 luglio 2021  |
| 3  | El secreto            | 17 ottobre 2012  | Il segreto            | 18 luglio 2021  |
| 4  | Retorno al pasado     | 24 ottobre 2012  | Ritorno al passato    | 25 luglio 2021  |
| 5  | Cecilia               | 31 ottobre 2012  | Cecilia               | 25 luglio 2021  |
| 6  | El aniversario        | 7 novembre 2012  | L'anniversario        | 1º agosto 2021  |
| 7  | El bautizo            | 14 novembre 2012 | Il battesimo          | 1º agosto 2021  |
| 8  | El camarógrafo        | 21 novembre 2012 | Il cinematografo      | 8 agosto 2021   |

## Luci e ombre
- Titolo originale: Luces y sombras
- Diretto da: Sílvia Quer
- Scritto da: Olatz Arroyo, Moisés Ramos & Eligio R. Montero

### Trama
Sono passati quattro mesi dall'incidente di Andrés, che non si è più risvegliato. Julio, Belén e Ángela continuano a vegliare su di lui; effettivamente Julio è rimasto al Grand Hotel proprio per prendersi cura del suo amico, avendo intuito che qualcuno mira a ucciderlo, e avendo compreso che i fili di rame che erano fuori posto nel lampadario che Andrés stava riparando, e la corrente elettrica che era stata riattivata, erano parte del piano. Belén è prossima al parto, mentre Alicia e Diego tornano dalla loro luna di miele a Parigi, ma sebbene Alicia non voglia ammetterlo nel suo cuore c'è solo Julio.
Teresa ha usato i suoi contatti per degradare Ayala a semplice agente di polizia, mentre ora il suo braccio destro Hernando è diventato il suo superiore. Javier continua a procurarsi gli alcolici per l'hotel dai contrabbandieri, mentre Alfredo esce di prigione, sebbene Teresa e Diego avrebbero preferito che rimanesse dietro le sbarre. Il Grand Hotel ha assunto nuovi membri per il personale: la cameriera Isabel e Ernesto Varela, che sostituisce Benjamín come nuovo maître.
Finalmente Andrés si risveglia, ma Julio e Alicia decidono di indagare per capire chi sta tentando di ucciderlo. Intanto Javier conosce il console persiano Bakthiari, illustre ospite del Grand Hotel, il quale gli chiede dell'oppio, quindi Javier si rivolge a Sebastián che gli presenta un contrabbandiere conosciuto come Orso (per quello che fece all'ultimo debitore che non lo ripagò). Julio, che come tutti crede che a uccidere sua sorella sia stato Alfredo (ignaro che in realtà a ucciderla è stata Sofía) non accetta che lui la passi liscia, ma anche se era tentato di ucciderlo si astiene dal farlo, rassegnandosi al fatto che per Cristina non ci sarà giustizia.
Mentre Andrés dorme qualcuno si avvicina al suo letto tentando di ucciderlo iniettandogli una siringa piena di morfina, tuttavia arriva Julio impedendo il peggio pur non riuscendo a identificare la persona che voleva uccidere il suo amico, dato che prima di scappare questi riesce a tramortire Julio colpendolo con un bastone.
Proprio quando Javier ritira la merce di contrabbando di Orso nella spiaggia, arrivano Ayala e Hernando, che infatti stavano indagando sul contrabbando; Javier fugge via prima di venire identificato, dopo aver preso l'oppio. Diego scopre che Sofía non è in stato di gravidanza, e che il piano di Teresa è quello di usare il figlio di Belén e Diego e di far credere ad Alfredo che è il suo; Diego avverte Elisa, la madre di Alfredo, che quindi raggiunge Cantaloa per smascherare la nuora. Intanto Belén sta per partorire, e proprio quando Julio le stava prestando soccorso, Diego ordina a lui e a tutto il personale dell'hotel di lasciarlo solo con Belén in cucina. Diego la costringe a dargli la lettera dove Carlos riconosceva Andrés come suo figlio, con la minaccia di non aiutarla a partorire condannandola a morte certa. Belén si vede costretta a dargli la lettera mentre la levatrice che è stata assunta da Teresa si occupa di lei.
Javier si mette a fumare l'oppio con il console, che però muore. Belén dà alla luce un bambino, mentre Teresa e la levatrice la lasciano sola: il piano è quello di lasciarla morire. Teresa fa in tempo a mostrare ad Alfredo e Elisa il piccolo, prima che quest'ultima trovasse le prove per dimostrare che la gravidanza di Sofía era solo una messa in scena. Proprio quando Belén sta per morire, arriva Andrés a soccorrerla, avvertito in tempo da Isabel, aiutando sua moglie con il parto dando alla luce il secondo bambino: Belén a gran sorpresa aspettava due gemelli.
- Ascolti Spagna: telespettatori 2 823 000 – share 14,7%[5].
- Ascolti Italia: telespettatori 1 306 000 – share 7,00%[6].

## Un pianto nella notte
- Titolo originale: Un llanto en la noche
- Diretto da: Sílvia Quer
- Scritto da: María López Castaño, Ana Domínguez, Eligio R. Montero, Daniel Castaño & Moisés Ramos

### Trama
Andrés decide di dare un nome al bambino di Belén chiamandolo Juan, mentre al bambino che viene affidato a Sofía e Alfredo viene dato il nome di Alejandro. Nessuno è a conoscenza del fatto che Belén ha dato al mondo due gemelli e, temendo che possano fare del male al piccolo Juan, chiede ad Andrés di aiutarla a tenerlo nascosto, limitandosi a raccontargli che aveva promesso a Teresa che dopo il parto avrebbe affidato il piccolo a una famiglia benestante e che ha paura che la proprietaria del Grand Hotel possa portarglielo via. Andrés chiede a Teresa l'aiuto di un medico per Belén la quale è ancora debole a causa del parto, e sebbene Teresa avrebbe preferito lasciarla morire si vede costretta a darle aiuto per salvaguardare le apparenze. Andrés preferisce rivelare solo a Julio dell'esistenza di Juan. 
Julio vede Diego e Teresa in possesso della lettera che in precedenza aveva trovato Cristina, e origlia le loro parole, scoprendo che il suo amico Andrés è il figlio illegittimo di Carlos, poi Diego e Teresa bruciano la lettera. Julio ha capito che Belén non ha sposato Andrés per amore ma solo perché voleva diventare la moglie del legittimo erede del Grand Hotel, ma anche se ora non c'è più modo di dimostrare la verità in ogni caso Andrés è l'unica persona che può prendersi cura di lei, pregando Julio di non dirgli niente, ritenendo che sarebbe spregevole dire la verità ad Andrés ora che non è possibile dimostrarla e che ciò per quest'ultimo sarebbe umiliante.
Elisa cerca di far ragionare Alfredo tentando di fargli capire che Alejandro non può essere il figlio di Sofía dato che non si è attaccato al suo seno, oltre al fatto che Sofía è in splendida forma, non sembra reduce da un parto, ma Alfredo non sente ragioni. Dato che Belén è la madre di Alejandro viene incaricata di allattarlo, e questo per lei è estenuante dato che deve allattare in segreto pure Juan.
Il console è morto a causa dell'oppio fumato, e per evitare implicazioni Javier si fa aiutare da Julio a spostare il cadavere avvolgendolo con un tappeto e calandolo giù dalla finestra della camera, per poi portarlo in chiesa. Quando il corpo del console viene trovato Ayala e Hernando indagano capendo che è inverosimile che il console, essendo musulmano, sia entrato di sua volontà in una chiesa cristiana, e che invece è più probabile che qualcuno lo abbia portato lì. Julio confessa ad Alicia che Andrés è il suo fratellastro e figlio illegittimo di suo padre; Alicia non riesce ad accettare che Carlos fosse un adultero, anche se inizia a guardare Andrés in maniera diversa ora che ha scoperto che è suo fratello.
Orso va al Grand Hotel per riavere indietro l'oppio da Javier, ma quando arriva Ayala si vede costretto a fuggire mentre Javier, per evitare che la polizia trovi l'oppio, lo getta nella pentola della cucina dove viene preparata la zuppa. Elisa informa Alfredo che suo padre sta molto male e vorrebbe rivederlo e anche conoscere il piccolo Alejandro, ma Teresa si rifiuta di far allontanare il piccolo dal Grand Hotel obbligando Sofía ad assumere lo stramonio per aggravare le sue condizioni. Alfredo, vedendo sua moglie stare male, rimanda la partenza, scoprendo poco dopo che suo padre è morto. Alicia va nell'ufficio di Diego e trova quel poco che è rimasto della lettera bruciacchiata, vedendo che la data porta il giorno successivo alla morte di suo padre Carlos. 
- Ascolti Spagna: telespettatori 3 095 000 – share 15,9%[5].
- Ascolti Italia: telespettatori 1 429 000 – share 9,86%[7].

## Il segreto
- Titolo originale: El secreto
- Diretto da: Max Lemcke
- Scritto da: Olatz Arroyo & Eligio R. Montero

### Trama
Julio e Alicia cercano tra i documenti di Carlos almeno per fare un confronto calligrafico, ma non trovano nulla: è probabile che Diego e Teresa si siano disfatti di ogni traccia scritta da Carlos di suo pugno proprio per evitare questo genere di problemi. La zuppa con dentro l'oppio viene data al personale che poi risente degli effetti. Javier imbroglia Orso dandogli un sacchetto facendogli credere che vi sia avvolto il suo oppio.
Andrés, stufo di sopportare sua madre la quale non accetta il suo matrimonio, decide di lasciare il Grand Hotel facendosi assumere in una pescheria a Cantaloa, e quando avrà abbastanza denaro per comprare una casa Belén e Juan andranno a vivere con lui. Alicia trova una foto di suo padre nella stanza di Ángela con dietro delle parole di amore per lei, e le usa per il confronto calligrafico potendo constatare che la lettera era stata scritta proprio da Carlos; l'unica cosa non chiara è come sia possibile che Carlos l'abbia scritta il giorno dopo la sua morte.
Ayala cerca di arrestare Orso per possesso di oppio solo per scoprire che quello che gli aveva dato Javier era solo un insaccato. Javier, non potendo restituire l'oppio a Orso, decide di costituirsi confessando ad Ayala che aveva spostato lui il cadavere del console nella chiesa, sperando che in prigione sarà al sicuro da Orso; purtroppo Ayala non può arrestarlo dato che portare un cadavere in chiesa non è un reato. Javier compra un'auto e la regala a Orso per ripagarlo dell'oppio, e quest'ultimo accetta anche perché, ironicamente, è stato proprio il maldestro tentativo di Javier di truffarlo che ha impedito ad Ayala di arrestarlo.
Julio chiede ad Andrés di parlargli un po' di Carlos. In effetti Andrés ricorda che era di cattivo umore poco prima della sua morte, inoltre lo incaricò di diventare il suo maggiordomo personale; con lui era sempre gentile (Andrés ignora che lui era suo padre), inoltre rammenta che poco prima che Carlos morisse quest'ultimo litigò con Javier. Julio fa ubriacare Javier in modo che Alicia possa interrogarlo con più facilità. Suo fratello le rivela che Carlos lo voleva escludere dalla direzione dell'hotel temendo che, con la sua sconsideratezza, Javier avrebbe solo causato danni, limitandosi solo a lasciargli in eredità un po' di soldi; ma proprio mentre discutevano Carlos ebbe un malore e Javier, spaventato, non ebbe il coraggio di chiamare aiuto, lasciandolo morire.
Sofía non può accettare che Belén vada via dal Grand Hotel con Andrés dato che le serve il suo aiuto per allattare Alejandro, con la minaccia che non le permetterà di trovare lavoro da nessuna parte. Belén non vuole lasciare il Grand Hotel, anche solo per non doversi separare da Alejandro, quindi fa in modo che suo marito perda il lavoro alla pescheria facendo ricadere la colpa su Ángela. Alicia convince Teresa a ridare ad Andrés il suo lavoro all'hotel.
Alfredo trova lo stramonio con cui Sofía aveva volutamente aggravato le sue condizioni di salute scoprendo che era tutta una messa in scena e che non ha potuto stare accanto a suo padre nei suoi ultimi istanti di vita per via delle menzogne di sua moglie, decidendo quindi di lasciarla. Teresa costringe Diego a offrire ad Alfredo la direzione del Grand Hotel dividendo l'incarico con lui in modo da convincerlo a non lasciare Sofía: tuttavia non solo Alfredo rifiuta, ma si diverte pure a provocare Diego sapendo quanto per lui sia stato umiliante fargli questa proposta dovendo costantemente soddisfare i capricci della suocera. Alfredo però, alla lettura del testamento, viene a sapere che suo padre non ha potuto lasciargli niente in eredità dato che era pieno di debiti, e che dunque è stato costretto a vendere tutto ciò che aveva per estinguerli.
Ernesto, a causa dei suoi problemi alla schiena, non riesce a raccogliere il gesso da terra con cui scrivere le assegnazioni dei turni di lavoro, ma Ángela lo fa al suo posto (anche se all'inizio non andava d'accordo con lui, ora comincia a prenderlo in simpatia). Alicia scopre che il medico che aveva scritto la data nel certificato di morte di Carlos era fuori città in quel periodo, quindi non poteva adempiere al suoi incarichi, dunque lo interroga ma lui, sentendosi a disagio va via, venendo pedinato da Julio che lo segue al Grand Hotel dove si mette a parlare con Ángela.
- Ascolti Spagna: telespettatori 2 822 000 – share 14,6%.[5]
- Ascolti Italia: telespettatori 1 429 000 – share 9,86%[7].

## Ritorno al passato
- Titolo originale: Retorno al pasado
- Diretto da: Max Lemcke
- Scritto da: Daniel Castro, Ana Domínguez, Moisés Ramos & Eligio R. Montero

### Trama
Julio vede il dottore consegnare una busta ad Ángela, riesce a impadronirsene ma lui e Alicia devono constatare che è vuota: adesso hanno capito che era una trappola e che il dottore ha fatto capire a Teresa e Sofía che Alicia sta indagando sulla morte di Carlos. Ernesto dà ospitalità al Grand Hotel al suo amico Pablo, che era stato suo compagno d'arme nelle Filippine. Intanto Alfredo tenta il suicidio ma viene fermato dalla moglie, alla quale rivela che oltre al marchesato suo padre non gli ha lasciato nulla; Sofía cerca di fargli capire che lo ama ugualmente anche senza il suo denaro, ma è indispensabile che Teresa non venga a sapere che la famiglia del genero è caduta in rovina.
Julio interroga una delle cameriere dell'hotel, la quale gli confessa che poco prima della morte di Carlos vide quest'ultimo in compagnia di un uomo, in città. Julio, Alicia e Andrés vanno in una piccola cittadina vicina a Cantaloa dove scoprono che l'uomo che incontrò Carlos vive lì. Julio e Andrés si spacciano rispettivamente per Ayala e Hernando per ottenere informazioni e scoprono che l'uomo che incontrò Carlos è un monco; trovano la sua casa ma lui non c'è, in compenso trovano dei vaglia postali (pare che Carlos gli inviasse dei soldi), poi si nascondono quando Garrido, che aveva avuto ordine da Diego di mettersi sulle tracce di Alicia, entra nella casa.
Al Grand Hotel fanno il loro arrivo due nuovi clienti, Don Eusebio e sua moglie Donna Adriana; la bellezza di quest'ultima attira subito l'attenzione di Javier. Alicia convince Ayala a riaprire l'indagine sulla morte di Carlos, quindi Ayala le fa apporre la sua firma sul modulo per la richiesta di riesumazione, dato che solo un parente del defunto può autorizzarla. Andrés scopre che Pablo porta una protesi (la sua mano destra gli venne amputata per via di un'infezione) e capisce che è lui il monco.
Julio aggredisce Pablo e lo lega a una sedia interrogandolo insieme ad Alicia: alla fine Pablo rivela di essere Juan, il marito di Ángela. Lei e Carlos si amavano, ma Ángela a quel tempo era solo un'umile domestica mentre Carlos un esponente della benestante famiglia Alarcón, perciò non avevano alcun futuro insieme; Pablo sposò Ángela e decise di crescere Andrés come se fosse suo figlio ma quando scoprì che era proprio Carlos il padre, sentendosi umiliato, partì per le Filippine e inscenò una falsa morte cambiando nome; Andrés era solo un bambino quando Pablo partì, e infatti dopo tanti anni non è in grado di riconoscerlo. Pablo però, capendo di amare Andrés come se fosse veramente suo figlio, si pentì di averlo abbandonato, così poco prima che Carlos morisse parlò con lui chiedendogli di prendersi cura di Andrés. Carlos era molto teso, temeva che qualcuno volesse attentare alla sua vita, ma aveva promesso a Pablo che avrebbe riconosciuto Andrés come suo legittimo erede.
Teresa, ignara che Alfredo non ha più disponibilità economiche, gli offre il posto di direttore dell'hotel, prendendo il posto di Diego a tutti gli effetti: per via di alcune tasse arretrate che Carlos non pagò, il Grand Hotel ha un debito di 300 000 pesetas, e la speranza di Teresa è che Alfredo possa sobbarcarsene. Inizialmente Adriana respinge i tentativi di corteggiamento di Javier, anche perché la sua reputazione di donnaiolo è ben nota, ma se all'inizio per Javier era solo un gioco, poi capirà quanto sia triste la vita di Adriana, incastrata in un matrimonio infelice; suo marito non perde occasione per umiliarla e deriderla, e infine Adriana e Javier si baciano appassionatamente.
Ángela confessa a Pablo che, pur non amandolo come Carlos, gli ha voluto bene, ma lo prega di non dire nulla ad Andrés sull'identità del suo vero padre; tuttavia Pablo trova ingiusto che Andrés, il quale è a tutti gli effetti un Alarcón, non sia sullo stesso livello dei suoi fratellastri. Pablo vede Andrés coccolare il piccolo Juan, a cui ha dato lo stesso nome del suo padre adottivo, e Pablo decide di mentirgli facendogli credere che lui era un compagno dello stesso reggimento dove morì il padre di Andrés. Infine Pablo abbandona il Grand Hotel, con il rimpianto di non essere stato un bravo genitore per Andrés.
Teresa, dopo aver saputo della riesumazione del cadavere di suo marito, decide di intervenire, ma Julio e Alicia, intuendo che Teresa avrebbe interferito, vanno al cimitero vedendo infatti degli uomini mentre cercano di profanare la tomba di Carlos. Julio li mette al tappeto, anche con l'intervento provvidenziale di Alicia, ma poi arrivano Ayala e Hernando che puntando entrambi la pistola contro Julio.
- Ascolti Spagna: telespettatori 2 662 000 – share 13,6%[5].
- Ascolti Italia: telespettatori 1 337 000 – share 10,60%[8].

## Cecilia
- Titolo originale: Cecilia
- Diretto da: Jorge Torregrossa
- Scritto da: Moisés Ramos & Eligio R. Montero

### Trama
Ayala e Hernando cercando di arrestare Julio, il quale per tutto questo tempo ha mantenuto un profilo basso senza che il corpo di vigilanza lo trovasse: su di lui infatti pende ancora l'accusa di omicidio della donna che lui e la sua fidanzata Cecilia derubarono. Hernando cerca di sparare a Julio ma Alicia riesce a deviare la pallottola facilitando la fuga di Julio. Diego accetta di lavorare solo come vice-direttore, e infatti Sofía trova strano che suo cognato, così come sua madre, abbiano lasciato il titolo di direttore del Grand Hotel ad Alfredo con tanta leggerezza.
Julio e Javier si confrontano sulle loro rispettive pene d'amore, entrambi innamorati di due donne sposate. Julio bacia Alicia e decide di scappare, ma Ayala e Hernando, che avevano capito che lui si nascondeva al Grand Hotel, lo trovano e lo mettono dietro le sbarre. Sofía e Alfredo guardano i registri contabili e scoprono del debito che grava sull'hotel, e stando al contratto firmato da Alfredo, quando egli si è assunto la carica di direttore, con essa ha accettato l'obbligo di assumersi tutti i passivi.
Alicia scopre da Ayala che un testimone sta arrivando da fuori città per incriminare Julio; la ragazza con astuzia legge tra i documenti di Ayala leggendo solo le iniziali del misterioso testimone. Ayala ormai ha capito che Julio e Alicia si amano. Alicia, deducendo che forse il testimone alloggerà proprio al Grand Hotel durante la sua permanenza a Cantaloa, spulcia i registri delle prenotazioni scoprendo che c'è una donna le cui iniziali coincidono con quelle che ha letto nei fascicoli: si tratta proprio di Cecilia. Quest'ultima però, proprio durante il riconoscimento, afferma che Julio non è l'assassino, quindi Ayala lo proscioglie dalle accuse.
L'unica cosa rimasta alla famiglia di Alfredo è la villa dove attualmente vive Elisa, e quindi decidono di venderla, anche se ciò comporta costringere Elisa a un tenore di vita assai più umile; in questo modo Alfredo, convinto dalla moglie, racimola i soldi per pagare il debito. Sofía però inizia ad avanzare delle pretese da sua madre: lei dovrà concedere ad Alfredo un terzo del Grand Hotel e la garanzia che per dieci anni lui non verrà rimosso dalla sua carica. Teresa non tollera l'atteggiamento arrogante di sua figlia, ricordandole che se Alfredo scoprisse che Alejandro è il figlio di Diego e Belén, ripudierebbe Sofía come moglie.
Cecilia è ancora attratta da Julio, e gli propone di usare la sua posizione di cameriere al Grand Hotel per rubare la spilla di Teresa, con la minaccia di ritrattare la sua testimonianza e di farlo arrestare. Julio, nel cuore della notte, entra nella camera da letto di Teresa e le ruba la spilla, venendo però fermato da Alicia che gli impedisce di commettere un errore dettato dalla paura. Alicia tenta di denunciare Cecilia per furto, ma Ayala cerca di farle capire che è inutile dato che la spilla non è stata rubata, oltre al fatto che essendo di proprietà di Teresa è lei che deve formalmente sporgere la denuncia.
Ángela viene a sapere da Ernesto che Andrés si assenta da lavoro con molta frequenza, e scopre che suo figlio infatti accudisce di nascosto il piccolo Juan. Ángela capisce che Juan e Alejandro sono gemelli, e sebbene sia un suo dovere riferire la verità a Teresa e Sofía, decide di non farlo, stufa dell'arroganza delle due donne che hanno sempre trattato lei e il figlio con superiorità; inoltre ruba uno dei vestiti di Alejandro regalandolo a Juan. Ángela mette però in chiaro con Andrés che lui, Belén e Juan non potranno rimanere a lungo al Grand Hotel, e che la cosa migliore è quella di trovare il prima possibile una casa dove Andrés possa portare a vivere la sua famiglia.
Javier, con l'aiuto di Ernesto (che già sapeva del bacio tra Javier e Adriana) scrive una lettera d'amore per Adriana, e riesce con non poca fatica a consegnargliela, anche perché lei, ritenendo che il loro bacio sia stato un errore, tenta in tutti i modi di allontanare Javier; ma una volta letta la dichiarazione d'amore di Javier, il quale le propone di scappare con lui, scoppia a piangere venendo sorpresa dal marito. Elisa si vede costretta a conferire in segreto con Teresa rivelandole che la sua famiglia ha perso tutto il suo denaro, sperando che con l'aiuto di Teresa possa impedire la vendita della villa.
Alfredo riscuote il denaro della vendita della villa e lo ripone nella cassaforte dell'hotel: essa può essere aperta solo con due chiavi, la prima viene affidata a un cameriere dell'hotel ma Cecilia riesce a rubargliela, mentre Julio sottrae la seconda che era in possesso di Alfredo. Il piano di Julio e Cecilia è quello di scappare una volta rubato il denaro; Alicia cerca di fermarli ma Cecilia la tramortisce. Alla fine Cecilia e Julio rubano i soldi, poi Julio cerca di sedurre Cecilia, e la convince a confessare la verità: era stata lei a uccidere quella donna. Ayala arresta Cecilia, infatti Julio ha registrato la sua confessione con un fonografo.
Julio si scusa con Alicia per averla tenuta all'oscuro del suo vero piano, e lei bonariamente lo perdona, ma Isabel, guardandoli da lontano e vedendoli in atteggiamenti fin troppo amichevoli, capisce che tra loro c'è amore. Ayala esegue un esame tossicologico sulle ossa di Carlos, scoprendo che non è morto per via di un infarto, ma per avvelenamento da arsenico. Il piano di Elisa non va a buon fine: Teresa accetta tutte le condizioni di Sofía, non potendo rinunciare alla ghiotta occasione di mandare Elisa in rovina; tra l'altro Alfredo ha pagato il debito dell'hotel e la cosa va a suo vantaggio, inoltre Alfredo è debole di carattere, e quindi non potendo più contare sul denaro della sua famiglia per Teresa sarà facile distruggerlo, non curandosi di sua figlia sapendo che Sofía sarà sempre dalla parte di sua madre. Eusebio, dopo aver scoperto che Javier ha corteggiato sua moglie, gli punta contro la pistola, ma Javier non si lascia intimidire, con coraggio ammette di amare Adriana e quindi Eusebio gli spara.
- Ascolti Spagna: telespettatori 2 298 000 – share 12,9%[5].
- Ascolti Italia: telespettatori 1 337 000 – share 10,60%[8].

## L'anniversario
- Titolo originale: El aniversario
- Diretto da: Jorge Torregrossa
- Scritto da: Daniel Castro, Ana Domínguez & Eligio R. Montero

### Trama
Julio vede Eusebio fuggire con del sangue sul volto, poi Julio e Andrés trovano Javier gravemente ferito; Javier viene portato nella sua camera, dove il medico riesce a salvarlo. Adriana è intenzionata più che mai a scappare con Javier ritenendo concluso il suo matrimonio, Eusebio ritorna quindi a casa da solo, mentre Teresa cerca di convincere Adriana a tornare con suo marito con la minaccia di lasciare Javier senza soldi, dicendole che lui è un incapace che non potendo vivere senza contare sulla famiglia Alarcón alla fine si stuferà di lei e la lascerà per un'altra.
Al Grand Hotel fa il suo arrivo la giovane scrittrice Agatha Miller, la quale rimane subito affascinata dall'atmosfera di mistero che aleggia nell'albergo. L'anniversario della morte di Carlos porta suo nipote Gonzalo (il quale è in cattivi rapporti con Diego) a venire a Cantaloa per porgere i suoi omaggi alla morte dello zio. Ayala chiede a Lady qualche informazione su di lui: la donna gli spiega che Gonzalo è il figlio del fratello di Carlos, il quale è morto mentre era in prigione per una truffa su un impianto di estrazione mineraria.
Isabel tenta di baciare Julio ma lui la respinge, non potendo amare nessun'altra oltre ad Alicia. Ad Andrés viene dato l'incarico di iniettare la morfina per lenire il dolore di Javier, e nota che le fiale di morfina che Javier conservava nel comodino della sua camera da letto sono identiche a quelle che il medico aveva dato ad Andrés quando quest'ultimo era rimasto fulminato mentre riparava il lampadario: infatti la persona che aveva tentato di ucciderlo aveva usato proprio le fiale di morfina che erano state date ad Andrés per iniettargliela per poi rubarle quando Julio era intervenuto. Andrés adesso ha capito che era Javier colui che voleva ucciderlo.
Julio chiede a Orso se Javier era in sua compagnia quando Andrés ha rischiato di morire, e Orso conferma che è così, quindi tutto fa supporre che Javier sia innocente; però Sebastián, origliando la conversazione, capisce che Orso ha mentito. Mentre Andrés continua ad accudire Javier, quest'ultimo per la prima volta tradisce il suo latente amore fraterno per lui, rammentando quando lui, Andrés, Sofía e Alicia erano piccoli e giocavano insieme come una famiglia, capendo adesso quando sia pesato ad Andrés vivere nell'umiltà non potendo beneficiare dei privilegi degli Alarcón.
Belén si rifiuta di ascoltare Ángela, la quale tenta di farla ragionare spiegandole che la cosa più saggia da fare è quella di lasciare l'hotel insieme a Juan e Andrés, ma lei non vuole separarsi di Alejandro. Belén cerca di estorcere 10 000 pesetas a Diego mostrandogli Juan: lui ignorava che Belén aspettasse due gemelli, non può dimostrare che Alejandro è il figlio di Diego ma sarà più facile dimostrare che Juan lo è se lui non le dà il denaro che le serve, altrimenti Alicia saprà che suo marito ha avuto un figlio fuori dal matrimonio.
Ayala segue Gonzalo vedendolo rubare un documento dall'ufficio di Alfredo. Preferendo evitare che Diego lo scopra, ritenendo che sarebbe meglio vedere come si evolva la situazione, Agatha cerca di aiutare Ayala a distrarre Diego mentre Ayala tenta di rubare il documento che Gonzalo aveva preso dall'ufficio, ma senza successo, e infatti Diego si riprende il documento. Orso va al Grand Hotel per chiedere dei soldi a Javier in cambio del suo silenzio; Alicia e Julio ascoltano la loro conversazione, quest'ultimo poi mette al tappeto Orso facendolo arrestare da Ayala. Adesso che Alicia ha scoperto che Javier ha mentito, rivelandogli che anche lei è a conoscenza del fatto che Andrés è il figlio illegittimo di Carlos, pretende la verità da Javier: quest'ultimo ammette che era tentato di uccidere Andrés iniettandogli la morfina temendo che egli, come primogenito maschio di Carlos, avrebbe ereditato tutto, inoltre è stato umiliante per Javier constatare che suo padre amava Andrés più di lui, ma alla fine è emerso il suo affetto fraterno per Andrés e non ha avuto il coraggio di ucciderlo, così quando arrivò Julio lo colpì col bastone fuggendo in preda al panico.
Alicia fa capire a Julio che Javier è innocuo e che non voleva uccidere il fratellastro, e che tra l'altro non può essere stato lui a manomettere il lampadario riattaccando la corrente dato che era al matrimonio di Alicia quando ciò avvenne. Agatha lascia il Grand Hotel facendo comprendere ad Alicia, con delle allusioni, che ha capito che lei e Julio si amano e che se tenterà di reprimere il suo amore frenata dal fatto che è sposata con Diego, finirà col pentirsene. Ayala chiede a Julio e Alicia il documento che Diego aveva recuperato, che ora è nelle cassaforte che si trova nell'ufficio di Alfredo. 
Tutti, compreso Alfredo, vanno alla funzione funebre di Carlos, dove Julio ne approfitta per aprire la cassaforte seguendo le istruzioni di Alicia, mostrando a quest'ultima il documento: esso attesta che l'impianto minerario apparteneva a Carlos, e che il padre di Gonzalo era solo un prestanome. Adesso Alicia e Julio sospettano che ad uccidere Carlos (avendo saputo da Ayala che è morto per avvelenamento da arsenico) sia stato proprio Gonzalo, il quale aveva un valido movente dato che suo padre finì il prigione proprio per colpa dello zio.
Il ricatto di Belén le si ritorce contro quando scopre che Diego ha fatto rapire Juan. Intanto Adriana, nonostante le parole di Teresa, decide di lasciare suo marito e di rimanere al Grand Hotel insieme a Javier. Alfredo tiene il suo discorso per la nomina a direttore dell'hotel, venendo però umiliato davanti ai presenti quando vengono distribuite le copie del giornale: in prima pagina viene pubblicata la notizia che Alfredo ha sfrattato Elisa dalla villa di famiglia dopo la bancarotta del marchesato di Vergara, e che Teresa lo ha promosso a direttore solo per pietà. Diego trova un biglietto nella sua camera da letto (messo lì da Isabel) dove viene avvertito che Alicia è innamorata di un altro uomo.
- Ascolti Spagna: telespettatori 2 904 000 – 15,4%[5].
- Ascolti Italia: telespettatori 1 359 000 – share 10,00%[9].

## Il battesimo
- Titolo originale: El bautizo
- Diretto da: Sílvia Quer
- Scritto da: Olatz Arroyo & Eligio R. Montero

### Trama
Orso evade dalla sua cella e uccide uno dei suoi uomini, il quale aveva intenzione di testimoniare contro di lui. Ayala comprende che Orso cerca vendetta contro coloro che volevano mandarlo in prigione, e deduce che prenderà di mira anche Alicia e Julio. Teresa disapprova la storia tra Adriana e Javier, ma quest'ultimo è innamorato come non mai, è intenzionato a sposare Adriana e accoglierà la figlia di lei, Elena, dato che Eusebio l'ha cacciata via di casa.
Alicia pretende una spiegazione da Gonzalo: egli ammette che odiava Carlos e che lo pregò di riabilitare il nome di suo padre, eppure Carlos non solo si rifiutò di farlo ma lo prese anche a schiaffi; Gonzalo le giura che non è stato lui a ucciderlo anche perché la sera della morte di Carlos non era a Cantaloa. Diego sospetta che Alicia lo tradisca con un altro uomo e affida a Garrido il compito di sorvegliarla. Alicia va nell'unico altro albergo di Cantaloa, oltre al Grand Hotel, e scopre che suo cugino le ha mentito: la sera della morte di Carlos era in città e alloggiò lì con il falso nome di Ramiro.
Belén scopre che Diego ha affidato Juan a una donna del luogo, la quale rivende i bambini ai migliori offerenti; riesce a riprenderselo, ma poi si mette a piovere e Juan, a causa del freddo, si ammala. Ángela schiaffeggia Belén quando capisce che il padre di Juan e Alejandro è Diego. Il piccolo Alejandro viene battezzato. Intanto, Alicia e Julio discutono su cosa fare con il certificato di proprietà della miniera: Alicia vorrebbe restituirlo a Gonzalo in modo che l'immagine del padre venga riabilitata, ma Julio ritiene giusto rispettare il patto con Ayala e consegnarlo a lui.
Gonzalo ammette di aver mentito: era a Cantaloa quando Carlos morì, armato di pistola con l'intenzione di ucciderlo, ma ciò non è stato possibile solo perché era già morto per avvelenamento da arsenico. Elena tenta ripetutamente di sedurre Javier, il quale però vuole rimanere fedele a Adriana; ferita dal rifiuto, Elena inscena una falsa aggressione facendo credere a sua madre che Javier volesse violentarla. Adriana, delusa, abbandona Javier e il Grand Hotel, tornando dal marito.
Gonzalo spiega ad Alicia che, una volta appresa della morte dello zio, scappò nascondendo la pistola nel letto dell'albergo dove alloggiò. Alicia va nella camera dell'albergo e trova la pistola che Gonzalo aveva nascosto lì un anno prima: ciò è la conferma che lui è innocente. Proprio in quel momento arriva Orso, e in aiuto di Alicia sopraggiunge Julio che affronta Orso venendo però sopraffatto. Alicia, con la pistola di suo cugino, spara a Orso uccidendolo, poi lei e Julio notano la presenza di Garrido, che su ordine di Diego sorvegliava Alicia e adesso ha capito che lei e Julio si amano.
In realtà Elena ha solo seguito il piano architettato da suo padre per allontanare Adriana da Javier e convincerla a tornare dal marito, anche se con un po' di rammarico: infatti Elena ammette che Javier è un uomo migliore di quanto tutti pensassero, dato che era realmente intenzionato a rimanere devoto a Adriana. Ernesto regala degli orecchini a Ángela e quest'ultima, anche se si finge indifferente per via del suo orgoglio, apprezza il regalo.
Alfredo e Sofía scoprono con disperazione che il piccolo Alejandro ha smesso di respirare ed è morto. In realtà quello non è Alejandro ma Juan: la febbre non si abbassava ed è morto e Belén, straziata dal dolore per aver perso uno dei suoi figli, ha voluto almeno riprendersi Alejandro sostituendolo con il corpo privo di vita di Juan.
- Ascolti Spagna: telespettatori 2 902 000 – share 15,2%[5].
- Ascolti Italia: telespettatori 1 359 000 – share 10,00%[9].

## Il cinematografo
- Titolo originale: El camarógrafo
- Diretto da: Sílvia Quer
- Scritto da: Moisés Ramos & Eligio R. Montero

### Trama
Alfredo capisce subito che il bambino privo di vita nella culla non è Alejandro poiché quest'ultimo aveva un graffio sul volto che invece l'infante senza vita nella culla non ha; Alfredo nota la reazione di Ángela, la quale ha capito che quello è Juan, poi la segue scoprendo che Belén ha preso Alejandro, e se lo riprende. Teresa e Sofía rivelano tutta la verità ad Alfredo, ovvero che sua moglie perse il bambino quando lui la fece cadere dalle scale e che Alejandro è il figlio di Belén, omettendo che il padre è Diego. Julio, Alicia, Andrés, Belén e Ángela sono gli unici che partecipano al funerale del piccolo Juan. 
Teresa umilia Belén davanti agli altri camerieri e alle altre domestiche del Grand Hotel picchiandola e cacciandola via. Adesso anche Andrés la odia ammettendo che Ángela aveva ragione a giudicarla male, ma nonostante tutto è disposto a perdonarla; tuttavia Belén, ritenendo che la cosa migliore per suo marito sia che lei si allontani, decide di lasciarlo. Anche se Diego non voleva avere nulla a che fare con Juan, era comunque suo figlio, accusando Belén di averne provocato la morte, ma Belén gli sputa in faccia affermando che è stato lui a causare la morte del bambino e che un giorno pagherà per tutto il male che ha fatto.
Alfredo accusa sua moglie di averlo manipolato solo per convenienza e non per amore, ma non intende divorziare da lei e dichiara che ora dormiranno in due camere separate e che Alejandro starà con lui, anche perché ormai Alfredo lo ama come se fosse veramente suo figlio. Garrido si astiene dal raccontare a Diego quello che ha visto, evitando di dirgli che Alicia ama Julio, ritenendo che ciò andrebbe a suo vantaggio potendo ricattare Alicia la quale cercherà di mantenere il segreto. Alicia consegna a Gonzalo il certificato di proprietà, ma poi scopre che suo cugino non intendeva riabilitare la reputazione del padre ma solo ricattare Teresa, che adesso sarà costretta ad ospitare a sue spese Gonzalo al Grand Hotel, con la minaccia di usare l'atto di proprietà come prova per infangare la memoria di Carlos.
Gli ospiti del Grand Hotel assistono alle riprese del cinematografo rivivendo il giorno delle nozze di Diego e Alicia. Ángela, vedendo la pellicola, nota, come anche Alicia, un uomo che era presente alla cerimonia in due episodi diversi: prima con una divisa da cameriere con in mano la scala dove Andrés si era arrampicato quando stava riparando il lampadario, e poi mentre si affaccia da una finestra dell'albergo.
Julio e Alicia capiscono che probabilmente è la stessa persona che cercò di uccidere Andrés, e che evidentemente prima si è spacciato per un domestico e poi per un cliente del Grand Hotel. Julio nota che la finestra dove si era affacciato non appartiene a nessuna delle stanze conosciute dell'edificio. Julio e Alicia entrano in una delle camere lì vicino, sospettando che possano essere camere comunicanti e che da essa si possa accedere alla stanza misteriosa; poi però arriva Diego e i due, per non farsi vedere, si nascondono nell'armadio. Julio confessa ad Alicia di averla sempre amata e i due si baciano, e senza volerlo aprono un passaggio segreto che porta proprio alla stanza segreta: lì Alicia trova gli affetti personali di suo padre, che a quanto pare si rifugiava lì; c'è pure un letto, inoltre trovano una foto di Carlos insieme all'uomo nella pellicola.
Diego, con astuzia, trova il certificato di proprietà che Gonzalo aveva nascosto, e adesso che è riuscito ad impadronirsene, Gonzalo non può più avanzare pretese, e dunque viene cacciato via dall'albergo. Diego schiaffeggia Alicia accusandola di essere un'adultera e mostrandole il biglietto (scritto da Isabel) pretendendo la verità: Diego ormai non si fa più illusioni, ha capito che sua moglie non ricambia il suo amore, e Alicia ammette con costernazione che non è in grado di amarlo.
Alicia raggiunge Julio nella stanza segreta di Carlos, facendogli vedere il biglietto, e Julio intuisce subito che a scriverlo è stata Isabel. Non riuscendo più a reprimere la loro passione, Julio e Alicia si mettono a fare l'amore ma, mentre si scambiano affettuosità, Julio nota che le finestre nella stanza sono pulite; ciò vuol dire che la camera viene abitudinariamente sistemata, e poi sentono dei rumori: qualcuno è appena entrato.
- Ascolti Spagna: telespettatori 2 940 000 – share 15,5%[5].
- Ascolti Italia: telespettatori 1 298 000 – share 10,50%[10].